# Ujae
Ujae (en marshallès: Wūjae o Ujae) és un atol de l'oceà Pacífic que forma un districte legislatiu de la cadena de Ralik de les Illes Marshall. Comprèn 15 illes i illots, té una superfície terrestre de tan sols 1,86 km² i envolta una llacuna amb una superfície de 185,94 km². Es troba uns 122 quilòmetres a l'oest de l'atol Kwajalein. La seva població era de 364 habitants el 2011.

## Història
En el folklore, el poble marshallès ha considerat durant molt de temps que l'illa era la llar dels timon (dimonis).
El seu primer albirament registrat va ser per l'expedició espanyola d'Álvaro de Saavedra el 21 de setembre de 1529. L'expedició espanyola de Ruy López de Villalobos va informar d'un altre albirament el gener de 1543.
L'atol va ser reclamat per l'Imperi Alemany, juntament amb la resta de les Illes Marshall, el 1884. Després de la Primera Guerra Mundial va quedar sota el domini de l'Imperi Japonès. Després de la Segona Guerra Mundial va quedar sota el control dels Estats Units. Forma part de les Illes Marshall des de la seva independència, el 1986.